# Карбид дивольфрама
Карбид дивольфрама — неорганическое соединение металла вольфрама и углерода с формулой W2C,
чёрные кристаллы,
не растворимые в воде.

## Получение
- Карбидизация вольфрама углеродом, оксидом углерода или метаном:

{\displaystyle {\mathsf {2W+C\ {\xrightarrow {1400^{o}C}}\ W_{2}C}}}
{\displaystyle {\mathsf {2W+2CO\ {\xrightarrow {840^{o}C}}\ W_{2}C+CO_{2}}}}
{\displaystyle {\mathsf {2W+CH_{4}\ {\xrightarrow {840^{o}C}}\ W_{2}C+2H_{2}}}}
- Восстановление карбида вольфрама водородом:

{\displaystyle {\mathsf {2WC+2H_{2}\ {\xrightarrow {400-800^{o}C}}\ W_{2}C+CH_{4}}}}

## Физические свойства
Карбид дивольфрама образует чёрные кристаллы
гексагональной сингонии,
параметры ячейки a = 0,29948 нм, c = 0,47262 нм, Z = 1.
Выше 1427°С переходит в фазу 
кубической сингонии,
пространственная группа F m3m,
параметры ячейки a = 0,4220 нм, Z = 4.
Не растворяется в воде.

## Химические свойства
- Окисляется при нагревании в кислороде:

{\displaystyle {\mathsf {W_{2}C+4O_{2}\ {\xrightarrow {550^{o}C}}\ 2WO_{3}+CO_{2}}}}
- Реагирует с хлором:

{\displaystyle {\mathsf {W_{2}C+4Cl_{2}\ {\xrightarrow {250^{o}C}}\ 2WCl_{4}+C}}}